# Хабиров, Ильгиз Кавиевич
Ильги́з Кави́евич Хаби́ров (род. 8 апреля 1951, Кумово, Янаульский район,Башкирская АССР) — агроном

-почвовед. Доктор биологических наук (1992), профессор (1997). Заслуженный деятель науки Республики Башкортостан (2001).

## Биография
Хабиров Ильгиз Кавиевич родился 08 апреля 1951 года в деревне Кумово Янаульского района Башкирской АССР. В 1967—1972 годах обучался в Башкирском сельскохозяйственном институте (ныне Башкирский государственный аграрный университет) на агрономическом факультете. После окончания вуза в 1972 году начал трудовую деятельность с должности агронома в Буйском совхозе Янаульского района БАССР. В 1977 году защитил диссертацию на соискание ученой степени кандидата биологических наук в Воронежском государственном университете, в 1992 году — на доктора биологических наук в Тимирязевской сельскохозяйственной академии. С 1994 года он начинает работать заведующим кафедрой земледелия и почвоведения Башкирского государственного аграрного университета. В настоящее время работает в родном университете профессором кафедры почвоведения, агрохимии и точного земледелия. С 1993 года был членом Президиума Уфимского научного центра Российской академии наук. Являлся председателем совета по защите докторских и кандидатских диссертаций по специальностям почвоведение, общее земледелие, селекция и семеноводство сельскохозяйственных растений. С 1993 года член Президиума УНЦ РАН. Научные исследования профессора Хабирова И. К. направлены на изучение почвообразовательных процессов в зонально-экологическом аспекте, изучению химического состава почв в экологически экстремальных районах Республики Башкортостан; разработке эффективных систем воспроизводства плодородия почв на адаптивно-ландшафтной основе землепользования, обеспечению проведения кадастровой оценки земель Республики Башкортостан. Автор более 260 научных трудов и 7 изобретений.

## Избранные труды
- Экология и биохимия азота в почвах Приуралья / И. К. Хабиров; [отв. ред. Ф. Х. Хазиев] ; Уфимский научный центр РАН, Ин-т биологии, АН РБ. — Уфа : [б. и.], 1993. — 224 с.
- Воспроизводство плодородия серых лесных почв / [Ф. Х. Хазиев, Р. Я. Рамазанов, Г. А. Кольцова, Ф. Я. Багаутдинов, И. К. Хабиров, Я. М. Агафарова, И. М. Габбасова]; под ред. Ф. Х. Хазиев ; АН РБ, Ин-т биологии УНЦ РАН. — Уфа : Гилем, 1999. — 163 с.
- Основы адаптивно-ландшафтного земледелия / И. К. Хабиров, Р. Р. Исмагилов, К. Б. Магафуров, В. Х. Азнаев ; Академия наук Республики Башкортостан, Башкирский государственный аграрный университет, Башкирский научно-исследовательский институт сельского хозяйства. — Уфа : БашГАУ, 1999. — 170 с.
- Органическое вещество почв Башкирской АССР / Ф. Х. Хазиев, А. Х. Мукатанов, Ф. Я. Багаутдинов, Г. А. Кольцова, И. К. Хабиров, И. М. Габбасова, Р. Я. Рамазанов ; Башкирский Научный Центр, Уральское отделение Академии Наук СССР, Институт биологии. — Уфа : Башкирский Научный Центр, 1991.-274 с.
- Воспроизводство и оптимизация физико-химических свойств лесостепных черноземов Башкортостана / Р. С. Кираев,И. К. Хабиров, И. О. Чанышев, М. М. Абдуллин; [отв. ред. А. Ш. Ишемьяров]. — Уфа : РИО РУНМ, 2000. — 235 с.
- Зонально-экологические особенности почв РБ и адаптация систем земледелия к агроландшафтам : Учеб.пособие / И. К. Хабиров, Ф. Ш. Гарифуллин, Р. А. Акбиров, С. И. Федоров; [отв. ред. И. К. Хабиров] ; Башкирский ГАУ. — Уфа : БГАУ, 2001. — 187 с.
- Устойчивость почвенных процессов / И. К. Хабиров, И. М. Габбасова, Ф. Х. Хазиев; под ред. В. Д. Недорезкова ; АН РБ, Башкирский ГАУ, Ин-т биологии УНЦ РАН. — Уфа : Изд-во БГАУ, 2001. — 327 с.
- Почвы Башкортостана / Ф. Х. Хазиев [и др.] ; Ред. Ф. Х. Хазиев ; Академия наук Республики Башкортостан, Институт биологии УНЦ РАН, Башкирское отделение Российского общества почвоведов. — Уфа : Гилем, 1995. — Текст : непосредственный. Т. 1 : Эколого-генетическая и агропроизводственная характеристика. — 1995. — 384 с. (соавтор)
- Агрофизические свойства черноземов Предуралья Башкортостана и пути их оптимизации / Ф. Ш. Гарифуллин, Р. А. Акбиров, И. К. Хабиров; под ред. Ф. Ш. Гарифуллина ; МСХ РФ, Башкирский ГАУ. — Уфа : БГАУ, 2008. — 303 с.
- Агроэкологическая оценка плодородия черноземов выщелоченных Предуральской степной зоны Республики Башкортостан и оптимизация азотного питания гречихи и ячменя : [учебное пособие] / И. К. Хабиров, Р. А. Якупова, И. Ж. Якупов ; МСХ РФ, Башкирский ГАУ. — Уфа : Мир печати, 2010. — 83 с.
- Геохимическая экология почв на Южном Урале / И. К. Хабиров, И. М. Габбасова, И. Ж. Якупов, И. Г. Асылбаев ; МСХ РФ, Башкирский ГАУ, Ин-т биологии УНЦ РАН. — Уфа : Мир печати, 2010. — 155 с.
- Антропогенная трансформация почв города Сибай в зоне влияния предприятий горнорудной промышленности / Я. Т. Суюндуков, И. Н. Семенова, А. Б. Зулкарнаев, И. К. Хабиров ; Академия наук Республики Башкортостан, Институт региональных исследований РБ. — Уфа : Гилем, 2014. — 124 с.
- Происхождение, состав и свойства минералов : учебное пособие / И. Г. Асылбаев, И. К. Хабиров ; Башкирский государственный аграрный университет. — Уфа : Башкирский ГАУ, 2013. — 40 с.
- Рекомендации по возделыванию основных сельскохозяйственных культур, сохранению и повышению плодородия почв Северо-восточной лесостепной зоны Республики Башкортостан на основе адаптивно-ландшафтного земледелия / [Н. А. Коваленко [и др.] ; Министерство сельского хозяйства РБ, Башкирский государственный аграрный университет. — Уфа : Башкирский ГАУ, 2013. — 217 с. (соавтор)

## Награды
- 2001 — Заслуженный деятель науки Республики Башкортостан
- 2001 — Лауреат Государственной премии Республики Башкортостан в области науки и техники[1]
- 2010 — Почетная грамота Государственного собрания — курултая Республики Башкортостан
- 2010 — Почетная грамота Минсельхоза Республики Башкортостан
- 2011 — Благодарственное письмо всероссийской политической партии «Единая Россия»